# هارالد فریتسشه
هارالد فریتسشه (به آلمانی: Harald Fritzsche) بازیکن فوتبال و دروازه‌بان اهل آلمان شرقی بود که از سال ۱۹۶۲ میلادی عضو تیم ملی فوتبال آلمان شرقی بوده‌است. وی در ۸ بازی ملی حضور داشته و در بازی‌های ملی‌اش گلی به ثمر نرساند. هارالد فریتسشه آخرین بازی ملی خود را در سال ۱۹۶۴ میلادی انجام داد.